# Помандер
Помандер (от фр. pomme d’ambre — «душистое яблоко») — исторически вид украшения-аксессуара, распространённый в европейских странах в эпоху Средневековья и в Раннее Новое время.

## История

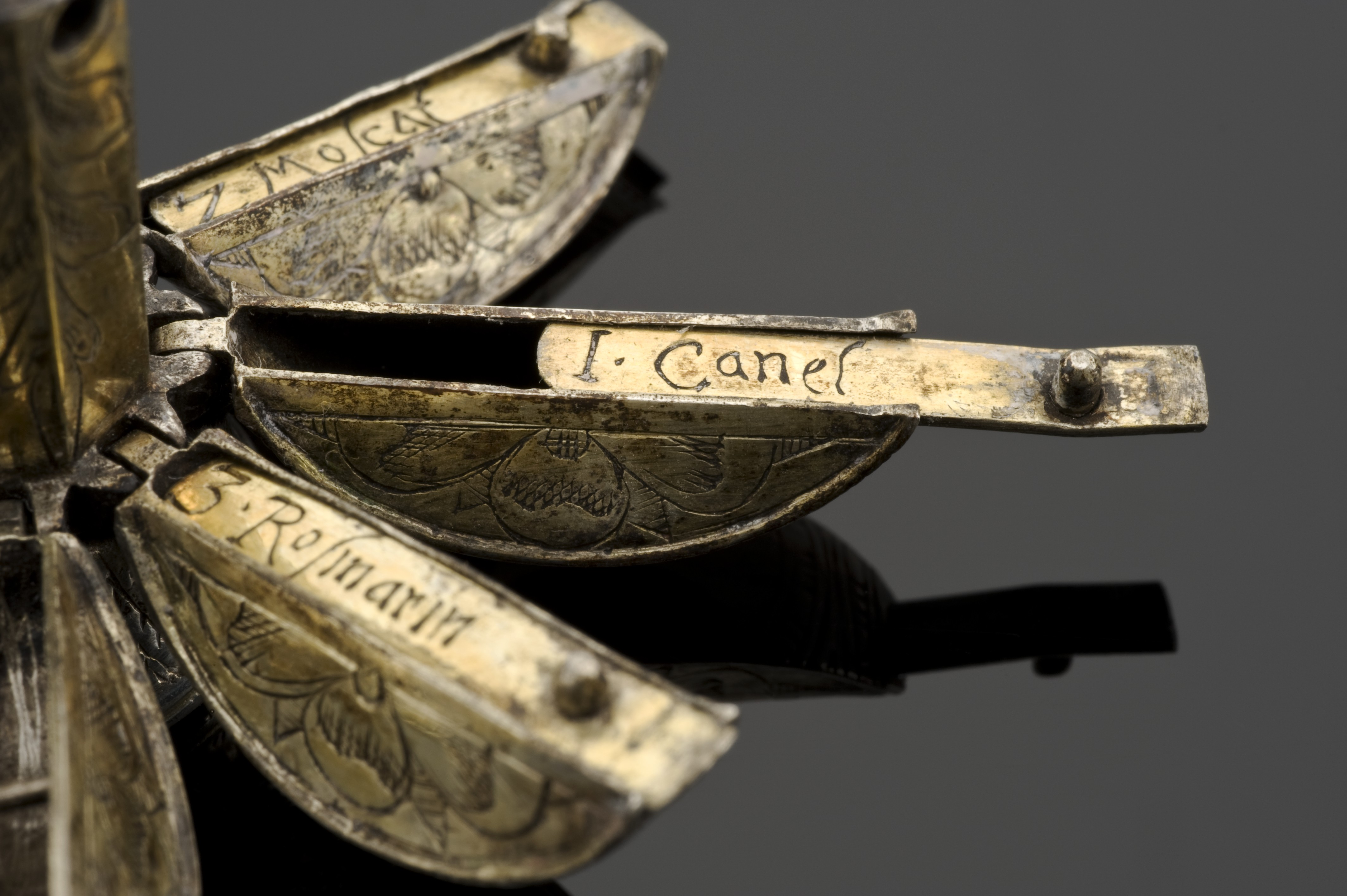
Секции раскрытого помандера с подписями

Помандер как аксессуар был заимствован европейцами с Востока в XIII веке; серединой XIII века датируются первые упоминания этого предмета в литературе, а приблизительно 1350 годом — старейший из сохранившихся помандеров. Изделие представляло собой своеобразный контейнер, как правило, шарообразной формы, куда помещались ароматические вещества, такие как амбра (отсюда происходит название), мускус, цибет, душистые травы или благовония.
Самые первые помандеры изготавливались, вероятно, в качестве миниатюрных реликвариев и носили культовое назначение, но затем превратились в украшение костюма. Кроме декоративного назначения, помандеры служили для маскировки неприятного запаха тела, а также считались средством против инфекционных болезней (согласно господствовавшей с античности до XIX века теории миазмов, болезни передавались с ядовитыми веществами по воздуху и сильные запахи могли «перебороть» их).

Поскольку вещества, помещавшиеся в помандер, были дороги сами по себе, помандер был, прежде всего, предметом роскоши. Самые знаменитые изделия этого типа изготавливались из золота и серебра, с ажурными и филигранными узорами. Сам помандер крепился к драгоценной цепочке на поясе или на шее, помещался в качестве декоративного элемента на чётки, небольшие экземпляры могли крепиться к кольцу на пальце. Сложные по конструкции помандеры могли иметь внутри несколько складывающихся и раскрывающихся отделов, куда можно было поместить различные ароматические вещества, а снаружи иметь форму яблока, сердца, черепа (по популярной в XV—XVII веках моде на изделия в стиле memento mori), книги, корабля или ореха (последнее придавало помандеру сходство с другим популярным в XV—XVI веках аксессуаром — молитвенным орехом). 
Ароматические вещества, используемые в помандерах, были весьма разнообразны. Сохранилось множество различных рецептов; собственный рецепт, с использованием экстракта розы и лабданума, был у Мишеля Нострадамуса. Кроме амбры и мускуса, часто использовались такие вещества, как: камфара, специи (корица, гвоздика, мускатный орех, розмарин и другие), ладан, лаванда, бензойная смола (из которой также делались схожие по назначению с помандерами парфюмные пуговицы), алойное дерево, гуммиарабик, майоран, трагакант, стиракс и другие.

## Рождественские помандеры
Современные помандеры представляют собой, чаще всего, апельсин или яблоко, утыканные высушенными почками гвоздичного дерева. Кроме апельсина можно использовать и другие цитрусы. В декоративных целях гвоздика может образовывать узор, дополненный вырезанными на кожуре фрукта бороздками, встречается также декорирование лентами, бантиками, блёстками и т. д. Такие помандеры используются как традиционное рождественское и новогоднее украшение — их раскладывают на столе, подвешивают на крючки и ленты или помещают на ёлку в качестве ёлочной игрушки. Высушенные цитрусовые помандеры можно использовать и в повседневной жизни в качестве ароматизаторов, освежителей воздуха, класть в ящики с постельным бельём или одеждой для отпугивания моли и придания вещам приятного запаха. Некоторые советуют использовать помандеры в качестве профилактического средства от гриппа и простуды.